# 原始祖鳥屬
原始祖鳥屬（意為「原始的始祖鳥」）是偷蛋龍下目恐龍的一屬，是種火雞大小的有羽毛恐龍，發現於中國。原始祖鳥的化石被發現於中國遼寧省的義縣組，地質年代相當於早白堊紀的阿普第階早期，約1億2460萬年前。

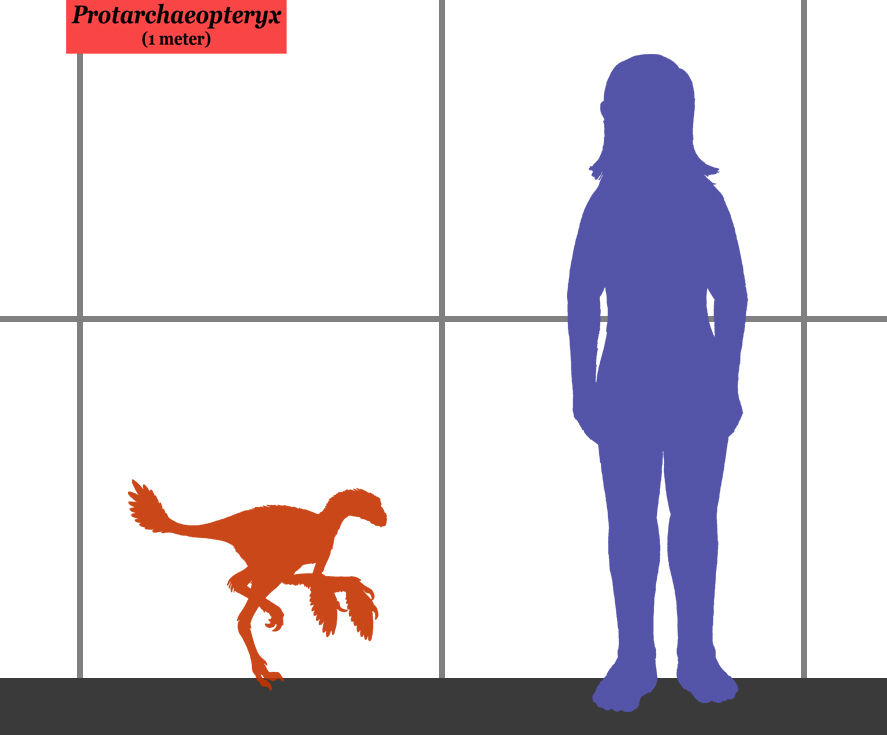
原始祖鳥與人類的體型比較圖

原始祖鳥可能是草食性或雜食性動物，但牠們的手部非常類似小型肉食性恐龍的手部。原始祖鳥最初被認為是始祖鳥的近親，後來才被證實是偷蛋龍下目的最原始物種之一，也是該家族中體型最小的成員，而牠們的大型門齒顯示牠們與切齒龍有接近親緣關係，甚至可能是切齒龍的異名。
原始祖鳥的手部修長，上有3個指爪，具有腕骨。牠們具有長後肢，顯示牠們可是快速奔跑的動物。原始祖鳥的粗短尾巴上有保存良好的羽毛。牠們的骨頭內部中空，整體結構類似鳥類，並具有叉骨。原始祖鳥可能比始祖鳥還要原始，使牠們成為一種非鳥類的獸腳亞目恐龍，而非一種真正的鳥類。原始祖鳥全長估計約 75 公分，體重 1.8 公斤，整體體型可能比始祖鳥還要大。原始祖鳥的手臂上有對稱的羽毛。因為現代的有對稱羽毛的鳥類並不能飛行，所以原始祖鳥的身體結構可能也無法提供主動飛行。原始祖鳥被認為是樹棲動物，在樹枝間跳躍，並以前肢張開滑翔。